# Peter Cannegieter
Mr. Petrus (Peter) Cannegieter (Eenrum, 20 februari 1941) is een Nederlands bestuurder en lid van de VVD. Na het gymnasium β ging Cannegieter rechten studeren aan de Rijksuniversiteit Groningen. Hij is getrouwd met de Italiaanse Rosamaria G.E.T. Rinaldi.
In de periode 1966–1975 was hij medewerker van de Provinciale Griffie Gelderland. Vervolgens werd hij burgemeester van Zuidlaren. Van 1980 tot 28 februari 2001 was Cannegieter burgemeester van Voorschoten. Een van zijn belangrijke prestaties in Voorschoten is dat hij deze gemeente die de financiële zaken niet geheel op orde had, heeft omgevormd naar een gemeente met een sluitende begroting. Zijn burgemeesterschap is beëindigd door zijn keuze voor vervroegde uittreding waarna hij en zijn vrouw naar Italië zijn verhuisd. 
Cannegieter vervulde een functie in diverse besturen en commissies; hij was onder meer 
- commissielid van de (Voorlopige) Landelijke Overleggroep Politiële Informatievoorziening,
- voorzitter van de Stichting Duinbehoud.